# Marcin Gortat
Marcin Janusz Gortat (Łódź, Polônia, 17 de fevereiro de 1984) é um jogador polonês de basquete profissional que atualmente defende o Los Angeles Clippers da NBA. Tem 2,11 m de altura e atua como pivô.